# Чепой, Ливиу
Константи́н-Ли́виу Чепо́й (рум. Constantin-Liviu Cepoi; род. 25 апреля 1969, Броштени) — румынский саночник, выступал за сборные Румынии и Молдавии в 1990-х — начале 2000-х годов. Участник четырёх зимних Олимпийских игр, участник многих международных турниров и национальных первенств. Также известен как тренер, спортивный функционер, политик и бизнесмен.

## Биография
Ливиу Чепой родился 25 апреля 1969 года в деревне Броштени, жудец Сучава. Активно заниматься санным спортом начал уже в возрасте шести лет, первое время проходил подготовку в саночном клубе города Ватра Дорней, затем в 1988 году переехал в Брашов, где присоединился к местному клубу. На международном уровне дебютировал в 1990 году, на чемпионате Европы в австрийском Игльсе финишировал сороковым на одноместных санях и двадцать вторым на двухместных, тогда как на первенстве мира в канадском Калгари был в двойках пятым. Год спустя на чемпионате мира в немецком Оберхофе в двойках занял шестое место, ещё через год показал одиннадцатое время на первенстве Европы в Винтерберге (в дальнейшем он решил сконцентрироваться исключительно на парном разряде, поскольку результаты здесь были заметно лучше, чем в одиночном). Благодаря череде удачных выступлений удостоился права защищать честь страны на зимних Олимпийских играх 1992 года в Альбервиле — вместе со своим напарником Йоаном Апостолом немного не дотянул до призовых позиций, оставшись четвёртым.
В 1993 году Чепой занял шестое место на чемпионате мира в Калгари, в следующем сезоне был четвёртым на чемпионате Европы в немецком Кёнигсзе и расположился на шестой строке общего зачёта Кубка мира. Позже прошёл квалификацию на Олимпиаду 1994 года в Лиллехаммер — вдвоём с Апостолом они вновь приблизились к подиуму, но, как и четыре года назад, остались без медалей, закончив выступление на шестой позиции.
На чемпионате мира 1995 года в том же Лиллехаммере Чепой финишировал пятым, год спустя занял седьмое место на первенстве Европы в латвийской Сигулде и одиннадцатое на первенстве мира в немецком Альтенберге. В 1998 году закрыл десятку сильнейших на чемпионате Европы в Оберхофе, затем отправился на Олимпийские игры в Нагано, где вместе со своим новым напарником Йоном Кристьяном Станчиу приехал к финишу шестнадцатым.
Поскольку конкуренция в румынской команде была довольно сильной, вскоре после Олимпиады Ливиу Чепой принял решение завершить карьеру саночника. Тем не менее, через какое-то время он получил приглашение от сборной Молдавии, перебрался туда в качестве тренера и действующего спортсмена. Как спортсмен выступил на Олимпийских играх 2002 года в Солт-Лейк-Сити, хотя занял в несвойственном для себя мужском одиночном разряде лишь тридцать восьмое место. Как тренер привёл в молдавскую команду такого же румынского легионера Богдана Маковея, который впоследствии в течение многих лет представлял Молдавию на всех крупнейших турнирах и побывал в том числе на двух Олимпиадах.
Кроме санного спорта Чепой также сделал неплохую карьеру в политике. Ещё в 1996 году он стал членом Национальной либеральной партии и затем занимал различные должности в совете своей родной Сучавы. В период 2005—2006 возглавлял Национальный спортивный комитет Румынии, на этом посту в основном развивал инфраструктуру зимних видов спорта в стране. В настоящее время занимается бизнесом, связанным с горнолыжным курортом Ватра Дорней, владеет сетью отелей и лыжных баз. Женат, сын Леонард выступает за сборную Молдавии.